# A2 고속도로
A2 고속도로(독일어: Autobahn 2, 고타드 고속도로)는 스위스의 고속도로이다. 이 고속도로는 바젤에서 키아소까지 스위스의 주요 남북축을 형성하며, 동쪽으로 약간 치우쳐 있고, 구불구불하다. 이 도로는 고트하르트 축에 놓여 있고 알프스를 가로지른다. "루체른 남부 도로"라는 이름으로 1955년에 개통한 A2 고속도로는 스위스에서 가장 붐비는 고속도로 중 하나이다.
A2 고속도로는 바젤을 출발하여 남쪽으로 올텐, 주르제, 루체른, 슈탄스, 알트도르프, 에르스트펠트, 괴세넨, 아이롤로, 비아스카, 벨린초나, 루가노를 거쳐 키아소에 도달한다. A1, A8, A13 및 A14 고속도로와 교차한다.
고트하르트 도로 터널(St. Gotthard Tunnel)이 고속도로의 중심에 있으며, 그 정점을 구성한다. 최대 고도 1,175m 터널의 가장 높은 지점에서 A2 고속도로는 알프스를 통과하는 남북 직접 도로 중 가장 낮은 최대 고도를 가지고 있다. 끝에서 수 킬로미터에 이르는 교통 체증은 터널의 양쪽 입구에서 자주 발견되지만, 북쪽 측면에서 더 자주 발견된다. 고트하르트 터널을 통과하는 운전의 어려움은 방향당 1차선이 있지만, 중앙 예약이 없는 고속도로 터널이라는 점이다. 지금까지 스위스 정부는 첫 번째 도로 터널의 필요한 재건을 허용하기 위해, 두 번째 터널을 완전 도로 터널로 업그레이드하기로 결정했다. 1차 터널 공사가 완료되면, 스위스 정부는 터널당 1차로(신규 터널 북향 통행, 재건은 어떤 변형에서든 몇 년 동안 지속되었을 것이다. 한 가지 변형은 교통체증을 산길로 밀고, 다른 변형은 새 터미널이 있는 기차에 차량을 싣는 것을 제안하고, 세 번째 변형은 10년 간에 걸쳐 매년 몇 달 동안 터널을 폐쇄한다. 이들 모두는 단점을 가지고 있으며, 두 번째 터널의 사용은 재건을 위한 최선의 선택으로 선택되었다. 두 터널의 추가 사용은 2016년 2월에 실시된 국민투표를 거쳐 승인되었다. 두 번째 도로 터널의 실제 업그레이드 굴착은 첫 번째 터널의 다음 재건을 포함하여 전체 프로젝트에 대해 27억 프랑의 비용으로 2020년부터 2027년까지 지속된다.

루체른 근처에서 이 고속도로는 최근까지 세계 최대의 핵폭발 방공호였던, 소넨베르크 터널을 통과한다.